# Ecatone di Rodi
Ecatone di Rodi (in greco antico: Ἑκάτων?, Hekátōn; Rodi, ... – ...; fl. 100 a.C. circa) è stato un filosofo stoico greco antico.
Nato a Rodi, fu discepolo di Panezio e, al di fuori di questo,  nient'altro ci è noto della sua vita. È chiaro che fu un personaggio di spicco tra gli stoici del periodo. I suoi scritti non ci sono pervenuti; Diogene Laerzio attribuisce sei trattati al filosofo:
- Περὶ ἀγαθῶν (Sui beni), in almeno diciannove libri
- Περὶ ἀρετῶν (Sulle virtù)
- Περὶ παθῶν (Sulle passioni)
- Περὶ τελῶν (Sui fini)
- Περὶ παραδόξων (Sui paradossi), in almeno tredici libri
- Χρεῖαι (Massime)

Inoltre, Cicerone riporta che Ecatone scrisse un'opera Sui doveri dedicata a Quinto Tuberone. Ecatone viene anche citato frequentemente da Seneca nel suo trattato De beneficiis, oltre che nelle lettere a Lucilio.
Secondo Diogene Laerzio, Ecatone divide le virtù in due tipologie: quelle fondate sui principi scientifici intellettuali (come la saggezza e la giustizia) e quelle non fondate su queste basi. Come i primi stoici, Cleante e Crisippo, Ecatone ritenne che la virtù può essere insegnata.